# إيملي هال
إيملي هال (بالإنجليزية: Emily Hall)‏ هي مؤلفة أغاني وملحنة بريطانية، ولدت في 1978.
تتشكل معظم أعمال إميلي هال الموسيقية من علاقاتها الإبداعية الوثيقة مع المغنين والعازفين والكتاب، بالإضافة إلى إيجادها لأساليبها الخاصة في استخدام التكنولوجيا والعروض الحية.
كتبت لمغنيي بي بي سي، ومجموعة مانشستر، وسيمفونية لندن، وأوركسترا لندن السيمفونية، وأوركسترا لندن السيمفونية، وبي بي سي ناو، ورباعية برودسكي، وأوبرا نورث، وأوركسترا لندن السيمفونية، وأوبرا ماهوغاني، وجوقة الراديو المجرية، وموسيقى ألدبورغ، وأوبرا ستريتوايز.
كتبت إميلي خمس أوبرات، ليس لها أي طابع تقليدي، بالإضافة إلى العديد من الأغاني، بما في ذلك ثلاثية من دورات الأغاني مع المؤلف توبي ليت، عن الحب ("السقوط")، والأمومة ("دورة الحياة")، والموت ("الراحة").
تم تسجيل موسيقاها من قبل العديد من مشاهير الفنانين.

## وصلات خارجية
- الموقع الرسمي
- إيملي هال على موقع ميوزك برينز (الإنجليزية)
- إيملي هال على موقع أول ميوزيك (الإنجليزية)